# Rehavam Zeevi
Rehavam Zeevi (Jeruzalem, 20 juni 1926 – aldaar, 17 oktober 2001) was een Israëlisch politicus en militair. Zeevi gold als een politicus aan de rechterflank van het politieke spectrum. Hij was van 1991 tot 1992 minister van portefeuille en van 1999 tot 2001 minister van Toerisme. Zeevi werd in oktober 2001 doodgeschoten in opdracht van het Volksfront voor de Bevrijding van Palestina.

## Levensloop

### Vroege jaren
Zeevi werd geboren in een Orthodox-joods gezin in de wijk Yemin Moshe in Jeruzalem. Op zijn zestiende voegde hij zich hij bij de Palmach. Na de Israëlische onafhankelijkheid nam hij dienst bij het Israëlische defensieleger. 
Op jonge leeftijd verwierf Zeevi de bijnaam Gandhi, die de rest van zijn leven aan hem bleef kleven. Die bijnaam kreeg hij toen hij zichzelf kaalschoor en zich slechts gehuld in een handdoek over straat begaf.

### Leger
Zeevi functioneerde tijdens de Israëlische onafhankelijkheidsoorlog als pelotoncommandant. Hij maakte in de jaren daarna een mars door de rangen. In de jaren zestig vormde hij de elite-eenheid Sayeret Karuv. Na de Zesdaagse oorlog diende Zeevi een plan in voor de vorming van een Palestijnse staat op de Westelijke Jordaanoever met de naam Ismaël en Nablus als hoofdstad. Volgens hem zou militaire controle van Israël de haat en de kloof alleen maar vergroten.
Van 1968 tot 1973 was Zeevi hoofd van het Centrale Commando, dat verantwoordelijk is voor Israëlische troepen in onder andere Jeruzalem en de Westelijke Jordaanoever. In september 1973 verliet hij het leger, maar keerde terug tijdens de Jom Kippoeroorlog. Een jaar later zegde Zeevi het leger voorgoed vaarwel. Zijn hoogste rang was majoor-generaal Na zijn vertrek uit het IDF werd Zeevi adviseur van premier Yitzak Rabin wat betreft terrorismebestrijding. Een jaar later werd begon hij Rabin ook te adviseren over de inlichtingendiensten. Na het aantreden van Menachem Begin als premier in 1977 vertrok Zeevi. 
Zeevi werd in 1981 directeur van het Israëlmuseum in Tel Aviv. Hij veranderde de naam naar Eretz Israëlmuseum. Hij was coauteur van een boekenreeks over het land Israël, gebaseerd op voorwerpen uit het museum. Zeevi stond bekend als bezitter van de grootste boekencollectie over Israël en haar geschiedenis.

### In de politiek
In 1988 vormde Zeevi de politieke partij Moledet. Zijn belangrijkste punt was de verdrijving van de Palestijnse bevolking van Gaza en de Westelijke Jordaanoever naar de omliggende Arabische buurlanden. Hij won een zetel in de Knesset die hij tot zijn dood bezet hield. In 1991 trad hij als minister zonder portefeuille toe tot de Likoed-regering van Yitzhak Shamir. Na de conferentie in Madrid in 1991, waar vredesonderhandelingen plaats hadden tussen Israëlische en Arabische leiders, verliet Zeevi de regering. Hij had een afkeer van de regering Yitzak Rabin en Ehud Barak. Zeevi steunde daarentegen Benjamin Netanyahu toen die van 1996 tot 1999 premier was.
Zeevi was niet alleen controversieel door zijn standpunten, maar ook door de manier waarop hij tegenstanders kwalificeerde. Zo noemde hij de Amerikaanse president George H.W. Bush in 1991 een "antisemiet", de Amerikaanse ambassadeur Martin Indyk werd zes jaar later omschreven als "Jodenjong" en de bijna tweehonderd duizend Palestijnen die illegaal in Israël woonden en werkten noemde hij in juli 2001 een "kanker".
Moledet vormde in 1999 samen met Herut en Tkuma een rechtse coalitie onder de naam Nationale Unie. De coalitie won vier zetels bij de Knessetverkiezingen dat jaar. Twee jaar later trad de groep toe tot de coalitie van de nieuwe premier Ariel Sharon. Zeevi werd minister van Toerisme.

### Dood
Op 17 oktober 2001 werd Zeevi neergeschoten in het Dan Jerusalem Hotel op de Scopusberg. Hij werd overgebracht naar het Hadassah Universitair Medisch Centrum, waar hij om 10 uur 's avonds overleed. Zeevi werd begraven op Mount Herzl.
De aanslag werd opgeëist door het Volksfront voor de Bevrijding van Palestina in reactie op het overlijden van haar secretaris-generaal Abu Ali Mustafa, die twee maanden eerder door Israël was gedood. Israël zag Ahmed Sa'adat als opdrachtgever. De vier schutters vluchtten naar de Westelijke Jordaanoever en zochten bescherming van Yasser Arafat op diens compound in Ramallah. Op 29 maart 2002 vond een twee weken durende belegering van het terrein plaats, waarbij Israël uitlevering eiste van Sa'adat en de vier schutters. Na bemiddeling van de Verenigde Staten werd het vijftal vastgezet in een gevangenis in Jericho onder het beheer van de Palestijnse Autoriteiten. Internationale waarnemers uit Amerika en het Verenigd Koninkrijk hielden toezicht op het naleven van de afspraken.
Toen er overduidelijke tekenen waren dat de Palestijnse Autoriteit, toen net Hamas , Sa'adat en zijn vijf collega's vrij zou laten, besloot Israël Hamas voor te zijn door de zes uit de gevangenis in Jericho te halen voordat de PA tot hun vrijlating zou overgaan. Op 14 maart 2006 trokken Amerika en het Verenigd Koninkrijk hun waarnemers terug. Daarop viel het Israëlische leger de gevangenis aan, waarbij na een langdurig beleg Sa'adat en de andere vijf gevangenen werden meegenomen en in een Israëlische gevangenis gevangengezet. De vijf daders werden voor een militaire rechtbank veroordeeld tot gevangenisstraffen van 30 jaar tot levenslang.

## Persoonlijk
Zeevi was getrouwd en had vijf dochters. Een deel van Snelweg 90 werd na zijn dood naar hem vernoemd. Ook de promenade van Eilat draagt zijn naam, evenals het dorp Merhav Am en de illegale nederzetting Ma'ale Rehav'am.